# Colobocentrotus atratus
A Colobocentrotus atratus a tengerisünök (Echinoidea) osztályának Camarodonta rendjébe, ezen belül az Echinometridae családjába tartozó faj.

## Előfordulása
Az előfordulási területe az Indiai-óceán nyugati felén van, főleg Dél-Afrika és Kelet-Afrika partszakaszai között, de elterjedése Madagaszkárt és a Seychelle-szigeteket is érinti. A meleg vizű tengerekben korallzátonyokon él.

## Megjelenése
Kis, páncélos mészvázából rövid tüskék állnak ki, amit járáshoz használ.

## Képek

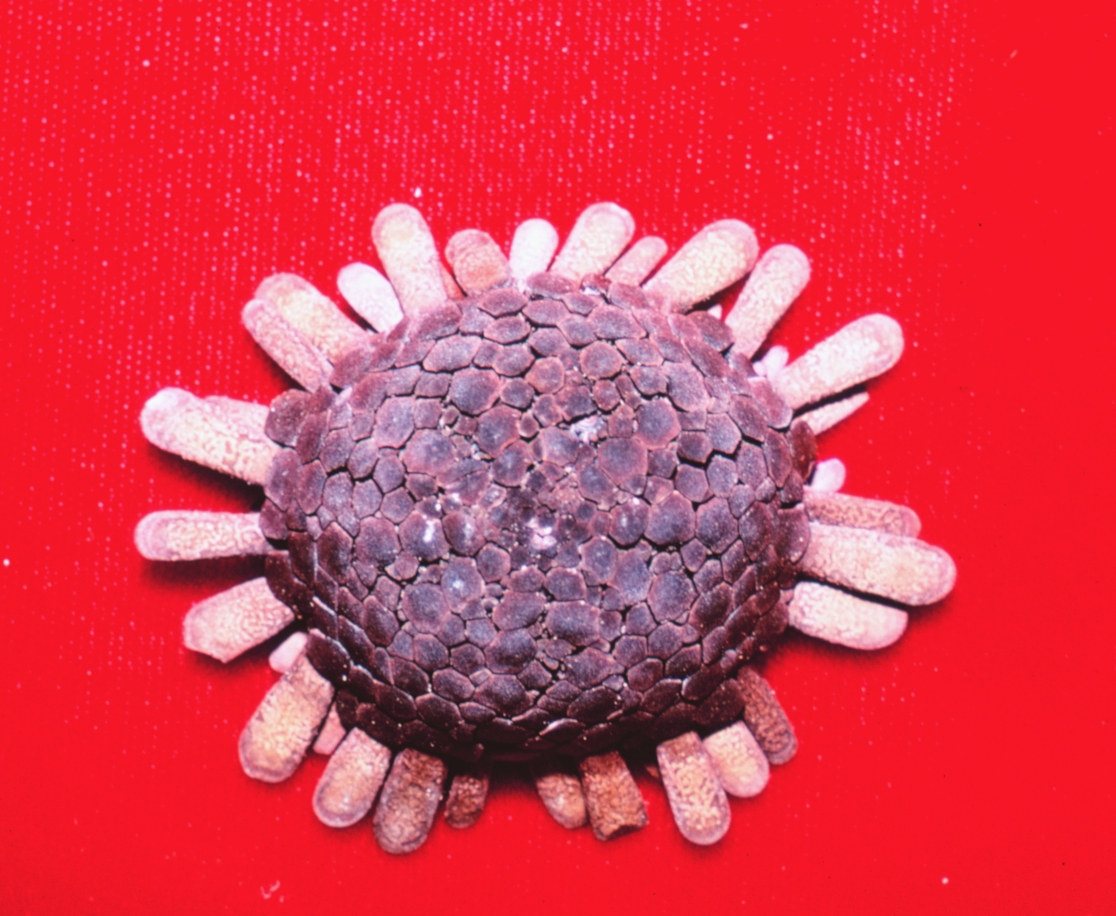
Begyűjtött
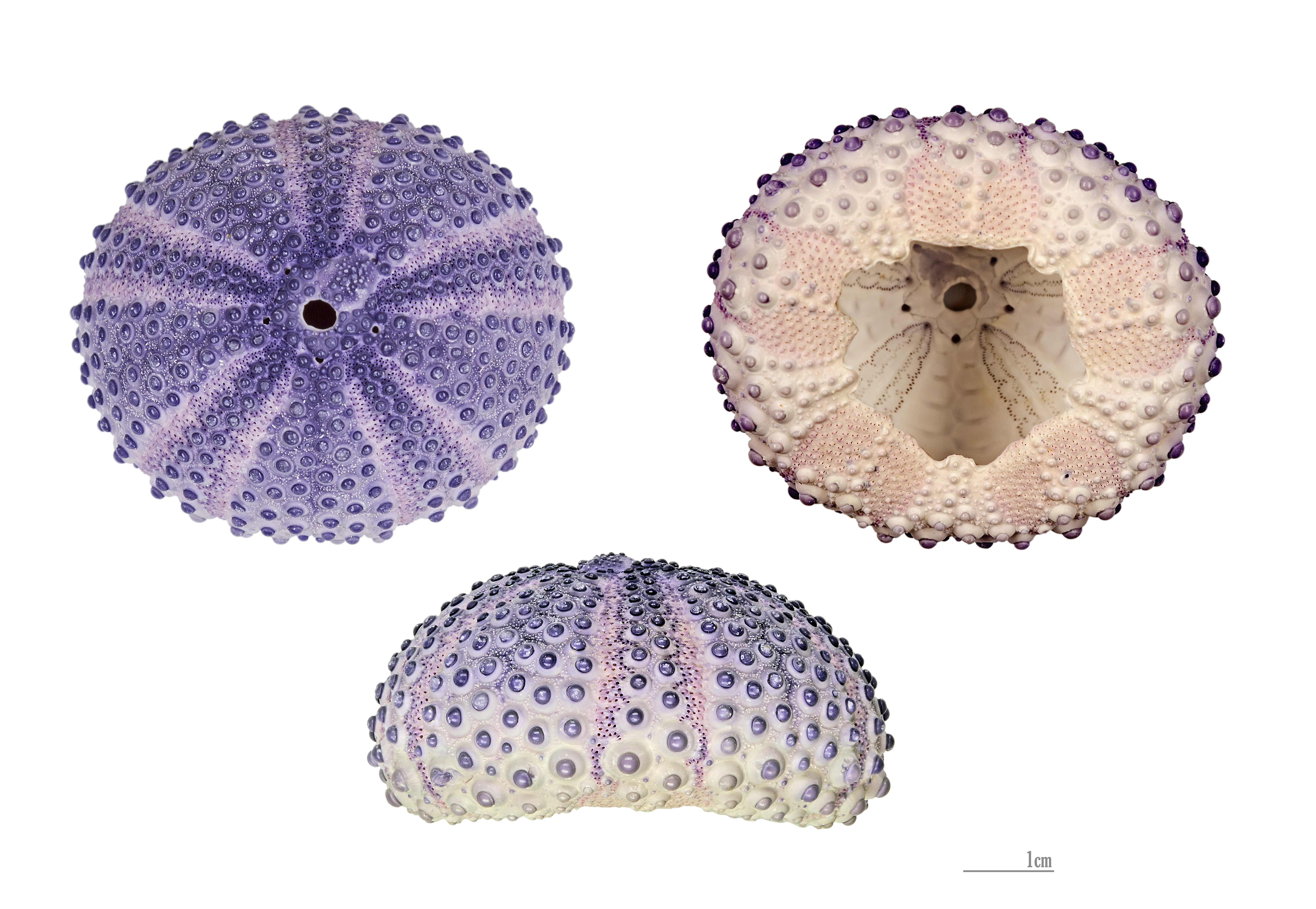
példányok